# ابراهیم قنبری‌مهر
ابراهیم قنبری‌مهر (زادهٔ مهر ۱۳۰۷ – درگذشته ۲۱ مرداد ۱۴۰۱) سازندهٔ سازهای موسیقی، مبتکر ایرانی و از شاگردان ابوالحسن صبا، اتی‌ین واتلو و سورن آراکلیان بود. از او با عنوان «پدر سازسازی ایران» یاد شده‌است.

## زندگی
ابراهیم قنبری‌مهر، مهر ۱۳۰۷ در تهران زاده شد. در شش‌سالگی پدرش را از دست داد. پس از تحصیل تا پنجم ابتدایی برای امرار معاش به کارهای مختلفی از جمله نجاری، آهنگری، و ریخته‌گری روی آورد اما به هیچ‌کدام از آنها علاقه نداشت. با توجه به علاقه‌ای که به موسیقی داشت پس از چند سال و زمانی که امکانات فراهم شد تصمیم گرفت برای یادگیری موسیقی و نوازندگی ویلن نزد ابوالحسن صبا برود؛ زیرا صدای ویلن‌نوازی او را از رادیو شنیده بود. پس از گذراندن یک دوره نت‌نویسی و آشنایی با گام‌های موسیقی ایرانی و غربی و یادگیری نوازندگی، صبا پیشنهاد ساخت ویلن را به وی می‌دهد و او را به سورن آراکلیان معرفی می‌کند تا از اطلاعات و مطالعات نظری وی آگاه شود. وی با استفاده از راهنمایی‌های ابوالحسن صبا و سورن آراکلیان به ساخت ویلن پرداخت. ابراهیم قنبری‌مهر در سال ۱۳۳۴ کارگاه سازسازی وزارت فرهنگ و هنر را تاُسیس کرد.

## عزیمت به اروپا
در سال ۱۳۳۹ به پیشنهاد سِرژ خوتسیف، استاد ویلن هنرستان عالی موسیقی، ابراهیم قنبری‌مهر از سوی اداره هنرهای زیبا برای کارآموزی در کارگاه اتی ین واتلو که در پاریس قرار داشت به فرانسه اعزام شد. او به دلیل مهارت و تجربهٔ فراوان، مستقیماً به دورهٔ مخصوص تعمیرات که مربوط به دورهٔ عالی است راه یافت.
ابراهیم قنبری‌مهر دورهٔ عالی ۲ ساله ساخت ساز را در مدت ۶ ماه تمام کرده و به ایران بازگشت و به غیر از ساخت ویلن شروع به ساخت سازهای ایرانی و رفع اشکالات آنها نمود.

## بازگشت به ایران
یهودی منوهین و داوید اویستراخ از طرفداران و نوازندگان سازهای ساخته ابراهیم قنبری‌مهر بودند.
از دهه چهل خورشیدی با پشتیبانی وزارت فرهنگ و هنر و یک گروه پژوهشی، قنبری‌مهر برای زنده کردن سازهای باستانی ایران گام‌های عملی برداشت. کرمیل و کرنای از جمله این سازها بودند که از روی نمونه‌های موجود در موزه تخت جمشید و نقاره‌خانه مشهد بازسازی شدند. بزرگ‌ترین برنامه برای کاربرد این سازهای بازسازی شده، جشن‌های ۲۵۰۰ ساله شاهنشاهی ایران در مهر ۱۳۵۰ بود.

## پس از انقلاب
پس از انقلاب ۱۳۵۷ به دلیل محدودیت‌های رژیم جمهوری اسلامی در زمینه موسیقی، او به حاشیه رانده شد. او گفته بود یک چنگ را که سالها پیش از انقلاب ساخته بوده و در دربار نگهداری می‌شده، پس از انقلاب در یک سمساری دیده بود.
با آغاز جنگ ایران و عراق ابراهیم قنبری‌مهر نزدیک به ده سال را در روستای هشتگرد در انزوا زندگی کرد اما از آغاز دهه ۱۳۷۰ خورشیدی فعالیت‌های گذشته خود را از سر گرفت. یکی از آنها بازسازی بربط ایرانی بود که با اندازه‌گیری نسبت نوازنده به ساز در نقاشی‌های ظروف به‌جای مانده از دورهٔ ساسانی، بربت‌هایی را مشابه بربط‌های آن دوره، به دو صورت متفاوت، یکی با صفحهٔ پوستی و دیگری با صفحهٔ چوبی ساخت. حسین بهروزی‌نیا در کنسرت‌های بسیاری از این ساز استفاده کرد.

## نوآوری‌ها
ابراهیم قنبری‌مهر در سازهای ایرانی تغییراتی ایجاد کرد تا مشکلات این سازها را کمتر یا برطرف کند. از جملهٔ این فعالیت‌ها می‌توان به تنظیم فاصلهٔ گوشی، ثابت کردن خرک سه‌تار، تثبیت پرده‌های تار و سه‌تار با فلز، تغییر سرپنجهٔ تار و سه‌تار به قالب گیتار، ایجاد شیار در اطراف دهانهٔ کاسه و نقاره تار، طراحی ساز سنتور کروماتیک، تغییرات در سازهای قانون و کمانچه اشاره کرد.
از دیگر فعالیت‌های ابراهیم قنبری‌مهر، ابداع تکنیکی در تزئین سازها با بهره‌گیری از تلفیق ورق برنج و چوب‌های زینتی معروف به «مِهرکاری» است که استادان سازندهٔ ساز، نام آن را از پسوند فامیل قنبری‌مهر گرفته‌اند.

## درگذشت
ابراهیم قنبری‌مهر در ۲۱ مرداد ۱۴۰۱ در سن ۹۳ سالگی درگذشت. او مدتی پیش از درگذشت به بیماری کووید ۱۹ مبتلا شده بود. پیکر ابراهیم قنبری‌مهر ۲۲ مهرداد ۱۴۰۱ در بهشت سکینه کرج به خاک سپرده شد.

## افتخارات
- ۱۳۹۶ فیلم مستند ساز و مهر به کارگردانی محسن نظری و مرجان قنبری‌مهر دربارهٔ زندگی و دستاوردهای ابراهیم قنبری‌مهر ساخته شد.[۱۲]
- دی ۱۳۹۷ در پنجمین جشن سالانه موسیقی ما از ابراهیم قنبری‌مهر به پاس یک عمر فعالیت هنری تقدیر شد.[۱۳]
- دی ۱۳۹۸ مراسم شب ابراهیم قنبری‌مهر در فرهنگسرای نیاوران برگزار و از وی تجلیل به عمل آمد.[۱۴]
- دی ۱۳۹۹ مراسم نکوداشت ابراهیم قنبری‌مهر با تغییر نام بوستان «شقایق» به بوستان «شقایق مهر» در تهران برگزار شد.[۱۵]
- دی ۱۴۰۰ از سردیس ابراهیم قنبری‌مهر در بوستان شقایق مهر تهران رونمایی و از وی تجلیل شد.[۱۶]